# 顧琅
顾琅（1880年—？），原名芮体乾，字石臣，号硕臣，江苏南京人。中国矿业工程师。

## 生平
1902年3月，南京矿路学堂总办俞明震带6名该学堂学生赴日本留学，其中有5名官费生：周树人（即鲁迅）、张邦华、芮体乾、伍仲文、刘乃弼，以及1名自费生陈衡恪。顾琅原名“芮体乾”，初到日本时便改名“顾琅”。他们这批学生同入日本弘文学院学习。在弘文学院期间，他曾和鲁迅合作编著了《中国矿产志》。后来他毕业于日本东京帝国大学。回国后，他获光緒三十四年（1908年）游學畢業進士。此后他曾任天津直隶高等工业学堂教务长、奉天本溪湖煤矿公司技师、农商部第二区矿务监督、实业部参事、专门委员等。

## 著作
- 顾琅、周树人，中国矿产志，上海：普及书局，1906年
- 顾琅，中国十大矿厂调查记，上海：商务印书馆，1916年